# Entropieformule van Boltzmann

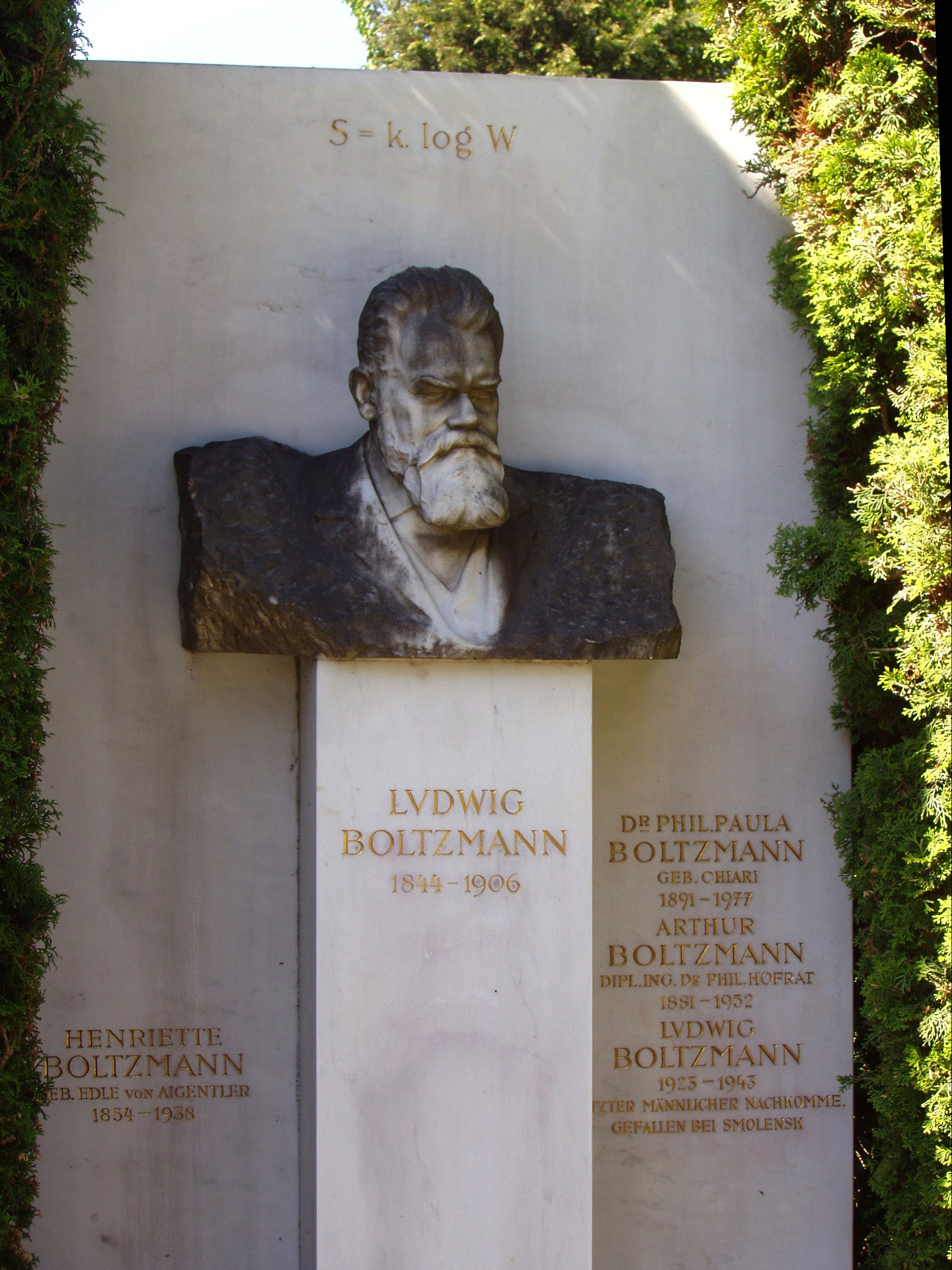
De formule op de grafzerk van Ludwig Boltzmann

De entropieformule van Boltzmann is een door Ludwig Boltzmann tussen 1872 en 1875 ontwikkelde formule voor de entropie S als functie van het aantal microtoestanden W (ook wel het aantal realisatiemogelijkheden genoemd):
{\displaystyle S=k_{B}\ln W}
waarin kB de constante van Boltzmann voorstelt (kB = 1,38062 × 10−23 J/K) en waarin ln de natuurlijke logaritme voorstelt. De formule is belangrijk, omdat ze toelaat om vanuit een theoretisch model praktische thermodynamische eigenschappen te berekenen. Zo berekende de Zwitserse natuurkundig scheikundige Werner Kuhn in 1934 een theoretisch model dat de eigenschappen van rubber voorspelt.

## Afleiding
De entropieformule van Boltzmann kan vrij eenvoudig worden afgeleid uit de entropieformule van Gibbs, die gegeven wordt door:
{\displaystyle S=-k_{B}\ln P}
Hierin stelt P een wegingsfactor voor die voor het microcanoniek ensemble (een ensemble waarin enkel die microtoestanden worden opgenomen die een gelijke energie bezitten) overeenkomt met de inverse van de ontaarding Ω (deze Ω stelt dus het aantal microtoestanden in het microcanoniek ensemble voor):
{\displaystyle P={\frac {1}{\Omega }}}
Dit invullen levert:
{\displaystyle S=k_{B}\ln \Omega }
Deze ontaarding kan worden gezien als het aantal manieren waarop een bepaald systeem (bijvoorbeeld een ideaal gas) kan worden gerealiseerd. De facto komt dit dus overeen met het aantal microtoestanden W.